# Jesús Antonio Núñez
Jesús Antonio Núñez Sánchez (Talavera de la Reina, 4 de septiembre de 1980), conocido como "Antonio Núñez", es un atleta y entrenador internacional con la selección española especializado en el campo a través y pruebas de fondo. Ha pertenecido al Club Atletismo Bikila Toledo, equipo con el que se ha proclamado cuatro veces Campeón de Europa y cinco de España de Campo a través por Clubes. Entrena, entre otros, a los atletas internacionales Houssame Eddine Benabbou y Javier García del Barrio.
En 2016 ficha por la UCAM y se proclama subcampeón universitario de cross individual y por equipo.

## Trayectoria[3][4]
Por equipos
- Campeón de la Copa de Europa de Clubes de campo a través en 2010 (Bilbao/España), en 2012 y 2013 (Grao de Castellón/España) y 2014 (Albufeira/Portugal) y tercero en 2009 (Estambul/Turquía) con el Club Atletismo Bikila.
- Campeón de España de Clubes de Campo a través en 2009 (Cáceres), en 2010 (Haro) y en 2013, 2014, 2017 (Marina D'Or) y 2016 (Madrid), y subcampeón en 2008 (Madrid) y 2011 (Punta Umbría) con el Club Atletismo Bikila.
- Campeón de España de Clubes de Media Maratón en 2013 (Albacete) y 2014 (La Coruña).

Nacional
- Subcampeón de España de 10.000 m Promesa (2002)
- Subcampeón en el Campeonato de España de Cross por Clubes Promesa (2002)
- Medalla de bronce en el Campeonato de España de 5.000 m Promesa (2003)
- Medalla de bronce en el Campeonato de España de 10.000 m (2005)
- Campeón de España Universitario de 10.000 m (2003, 2004 y 2016)
- Campeón de España Universitario de Campo a Través (2007)
- Medalla de bronce en 5.000 ml en el Campeonato de España de Federaciones de 1.ª categoría (2007)
- Subcampeón de España Universitario de 10.000 m (2005 y 2007)
- Campeón de 5.000 ml en el Campeonato de España de Federaciones de 1.ª categoría (2008)
- Medalla de bronce en el Campeonato de España de Medio Maratón (2014 y 2015)
- Subcampeón de España Universitario de Campo a Través (2016)

Internacional
- 7 veces internacional con España
- 10º clasificado en el Campeonato del Mundo Universitario de Campo a Través (2004)
- 14º clasificado en la Universiada Aire Libre 10 000 ml. (2005)
- 17º clasificado en el Campeonato del Mundo Universitario de Campo a Través (2006)
- 5º clasificado en el Campeonato del Mundo Universitario de 5.000 m (2007)
- 4º clasificado en los Juegos Iberoamericanos de Atletismo en 5.000 m (2008)
- 6.º clasificado en la Copa de Europa de Cross por Clubes (2013)
- Campeonato del Mundo de Campo a Través en Bydgoszcz (Polonia) (2013)
- Campeonato del Mundo de Media Maratón en Coopenague (Dinamarca) (2014)

Resultados destacados
- 1º clasificado en el I Cross de Atapuerca (2004)
- 4º clasificado en el Campeonato de España de 10.000 m (2004)
- 4º clasificado en el Campeonato de España de Medio Maratón (2007 y 2012)
- 1º clasificado en el XII Cross de Pájara (2007)
- 4º clasificado en el Campeonato de España de 10.000 m (2008)
- 1° clasificado en el XIX Cross San Juan Evangelista en Sonseca (2008)
- 5º clasificado en el Campeonato de España de Medio Maratón (2008 y 2013)
- 1º clasificado español en la Media Maratón de Madrid (2009, 2010,[5] 2013[6] y 2014[7])
- 4º clasificado en el Campeonato de España de Medio Maratón (2012)
- 2º clasificado en el XLI Cross Nacional de Cantimpalos(2013 y 2014)
- 1º clasificado en el XXXVI Cross Nacional "Espada toledana" (2014)
- 3º clasificado en el XXXIII Cross Nacional Castellano-Manchego "Villa de Quintanar de la Orden" (2014)
- 2º clasificado en el XXII Medio Maratón Internacional Ciudad de Albacete-Carrera de La Navaja (2017) y 3º en 2015

Entrenador
En su faceta de entrenador, en la que también ha sido internacional con la selección española, sobresalen los resultados conseguidos por sus pupilos, siendo su palmarés:
- 1º clasificado en Campeonato de Europa de 50 km (2022)
- 1º clasificado en el Campeonato de España de medio maratón (2018 y 2019)
- 2º clasificado en el Campeonato de España de medio maratón (2021 y 2022)
- 3º clasificado en el Campeonato de España de medio maratón (2019)
- 3º clasificado en el Campeonato de España de maratón (2022)

## Mejores marcas personales[4]
| Superficie | Prueba        | Tiempo (m:s) | Fecha |
| ---------- | ------------- | ------------ | ----- |
| Pista      | 3000 m        | 8:00.01      | 2008  |
| Pista      | 5000 m        | 13:40.76     | 2007  |
| Pista      | 10000 m       | 28:43.73     | 2008  |
| Ruta       | media maratón | 1h 04:12     | 2014  |